# Друзья-товарищи (мультфильм)
«Друзья-товарищи» — советский рисованный мультфильм, снятый в 1951 году режиссёром Виктором Громовым по сценарию Льва Кассиля.

## Сюжет
Летом в Детском парке три товарища, нахимовец Чижов, суворовец Пыжов и ремесленник Рыжов, знакомятся со школьницей Зиной Жуковой, мнящей себя юным дарованием — будущей танцовщицей. Они попытались познакомиться с ней, представились по всем правилам и, чтобы наверняка понравиться, сообщили, что все они — круглые отличники (между прочим, это была чистая правда). Но на школьницу, у которой в дневнике было много троек, это их заявление произвело обратное впечатление.
Зина только презрительно сказала, что она вообще не собирается учиться 10 лет. Скоро её примут в балет «на ответственные роли». А сейчас ей некогда разговаривать с зубрилками (так она называла мальчиков), потому что она опаздывает на смотр юных талантов, где все уже заждались её выступления. Озадаченные таким ответом, Пыжов, Чижов и Рыжов последовали за Зиной. Забравшись на забор, тянущийся вокруг концертной площадки, друзья стали невольными свидетелями позора «молодого дарования».
Оказывается, перед участием в конкурсе нужно было пройти регистрацию. Пока Зина надевала пуанты и говорила о том, какое великое будущее ей пророчат, старшеклассница, записывающая претендентов, раскрыла её дневник. Увидев множество проставленных там троек, комсомолка заявила, что с такими оценками в смотре участвовать нельзя. Опечаленная балерина ушла.
Мальчикам стало жалко Зину, и поэтому они догнали её и предложили ей свою помощь. Все трое пообещали девочке, что за лето подтянут её по всем предметам, и тогда осенью она сможет пересдать экзамены и принять участие в новом конкурсе. Так всё и случилось. На протяжении трёх месяцев главная героиня каждый день прилежно занималась вместе со своими новыми товарищами, а в сентябре в её дневнике были уже одни лишь пятёрки. На осеннем смотре отличница Зиночка заняла первое место.

## Создатели
| сценарий                  | Льва Кассиля |
| стихи                     | Льва Позднеева |
| режиссёр                  | Виктор Громов |
| художник-постановщик      | Владимир Дегтярёв |
| композитор                | Алексей Муравлёв |
| ассистент режиссёра       | Игорь Подгорский |
| ассистенты художника      | Евгений Алитовский, Гражина Брашишките (в титрах И. Брашишките)                                                                                        |
| операторы                 | Александр Астафьев, Н. Соколова |
| звукооператор             | Борис Фильчиков |
| технический ассистент     | Галина Любарская |
| монтаж                    | В. Егоровой |
| художники-мультипликаторы | Владимир Арбеков, Лев Позднеев, Михаил Ботов, Лев Попов, Владимир Данилевич, Юрий Прытков, Вадим Долгих, Лидия Резцова, Елизавета Комова, Фёдор Хитрук |
| художник прорисовщик      | Ольга Сысоева |
| художники-декораторы      | Галина Невзорова, Дмитрий Анпилов, Ирина Светлица |

## Роли исполняют
- Надежда Уколова — Зина Жукова, главная героиня мультфильма
- Людмила Пирогова — старшеклассница
- Владимир Феоктистов — Чижов, будущий нахимовец
- Николай Устинов — Пыжов, будущий суворовец
- Анатолий Керби — Рыжов, будущий ремесленник

## Видеоиздания
В середине 1990-х годов мультфильм выпущен в VHS-сборнике лучших советских мультфильмов Studio PRO Video. В 2006 году был выпущен на DVD-сборнике мультфильмов «Друзья-товарищи» (дистрибьютор «Твик-Лирек»).